# Ласкари, Кирилл Александрович
Кири́лл Алекса́ндрович Ласка́ри (17 июля 1936, Ленинград, СССР — 19 октября 2009, Санкт-Петербург, Россия) — советский и российский артист балета, балетмейстер, писатель; заслуженный деятель искусств РФ (2002).

## Биография
Родился 17 июля 1936 года в Ленинграде, в семье эстрадного актёра Александра Семёновича Менакера и балерины Тбилисского оперного театра Ирины Владимировны Ласкари (урождённая Липскерова, 1909—1971). Семья распалась через три года после рождения сына, и Кирилл с 16 лет, с 1952 года, носил фамилию Ласкари.
В 1957 году окончил Ленинградское хореографическое училище имени А. Я. Вагановой по классу А. Пушкина.
До 1959 года работал в Кировском театре оперы и балета, затем на протяжении двух десятилетий был одним из ведущих солистов Малого театра оперы и балета. Одновременно занимался постановками спектаклей в этом театре (ассистент режиссёра Л. Якобсона), а также в Театре миниатюр Аркадия Райкина и на телевидении.
В Ленинградском театре музыкальной комедии был хореографом спектаклей «Снимается кино» на музыку А. Эшпая, «Дон Жуан в Севилье» на музыку М. Самойлова, «Жизнь артиста» на музыку И. Кальмана (также написал либретто к этой постановке).
Кирилл Ласкари — один из основателей Ленинградского балета на льду.
Умер 19 октября 2009 года на 74-м году жизни в Санкт-Петербурге. Похоронен на Северном кладбище.

## Творчество

### Фильмография
Был постановщиком фильмов-балетов:
- «Возвращение» (на музыку Г. Фиртича) и
- «Сказ о холопе Никишке», на музыку М. Камилова (кинодебют Михаила Барышникова).

### Хореограф
- 1961 — Человек-амфибия
- 1970 — Волшебная сила
- 1974 — Соломенная шляпка
- 1979 — Трое в лодке, не считая собаки
- 1980 — Только в мюзик-холле
- 1982 — Покровские ворота
- 1982 — В старых ритмах
- 1991 — Тень, или Может быть, все обойдется

### Писатель и сценарист
Автор пьес
- «Необычайные приключения на волжском пароходе» (по А. Н. Толстому),
- «Не хочу быть королём»,
- «Ошибки молодости»,
- «Труп из Гудзона»,
- «Клятва маркиза де Карабаса»,
- «Яичница с баклажанами»;
- автор сценария кинокартины «Фуфло» (1989).

Как писатель-прозаик дебютировал в 1983 году
- повесть «Двадцать третий пируэт» (по мотивам которой на киностудии «Ленфильм» был поставлен художественный фильм «Миф» (1986); опубликовал несколько книг, в том числе
- «Асценический синдром» (2000),
- «Импровизации на тему…» (2003),
- «Ошибки молодости» (2005).

## Семья
- Дед по матери — Владимир Абрамович Липскеров (1884—?), был сыном издателя Абрама Яковлевича Липскерова, братом поэта Константина Липскерова и кинодокументалиста Георгия Липскерова[3][4]; в декабре 1937 года осуждён на 10 лет ИТЛ (до ареста работал инструктором в обществе «Охотспорт», заключение отбывал в Амурлаге)[5]. Бабушка — Ида Михайловна Липскерова (псевдоним Ласкари, в девичестве Тамамшева, 1883—1974), актриса и танцовщица, снималась в немом кино[3]. Дядя — Владимир Владимирович Липскеров, был авиатором, погиб в авиационной катастрофе[3].
- Отец — Александр Семёнович Менакер, заслуженный артист РСФСР. Мать — Ирина Владимировна Ласкари, балерина.
- Брат по отцу — Андрей Миронов, актёр театра и кино, артист эстрады, народный артист РСФСР.
- Первая жена — Нина Николаевна Ургант, народная артистка РСФСР.
- Вторая жена — Ирина Кирилловна Ласкари, актриса, театральный педагог, заслуженная артистка Российской Федерации (1992).
  - Сын — Кира Ласкари (Кирилл Ласкари-младший) (род. 1977), копирайтер, сценарист, прозаик и поэт, директор департамента маркетинга и департамента промо телеканала «Пятница!» в 2013—2017 годах, генеральный директор телеканала СТС Love в 2017—2019 годах[6][7][8][9][10][11], директор по управлению брендами «Национальной Медиа Группы» в 2019[12]—2022 годах.
- Троюродные братья — Леонид Менакер, режиссёр; Георгий Юрмин, детский писатель; Михаил Липскеров, писатель и сценарист.

## Награды
- Заслуженный деятель искусств России (2002)
- Орден Дружбы (2009)[13]